# Paweł Jermakowicz
Paweł Jermakowicz (ur. 1 lutego 1975 w Raciborzu) – polski piłkarz, grający na pozycji obrońcy. Znany głównie z występów w Włókniarzu Kietrz.
Swoją karierę rozpoczął w Unii Racibórz, gdzie grał do 1996 roku. Następnie przeniósł się do pobliskiego klubu Naprzód Rydułtowy, gdzie grał niecałe dwa sezony. Właśnie wtedy zgłosił się po niego klub z najwyższej półki jakim był GKS Katowice, nie zdołał przebić się do podstawowego składu i przeniósł się do ówczesnej rewelacji zaplecza Ekstraklasy Włókniarza Kietrz. Występował tam (z małym epizodem w Odrze Opole) do 2003 roku. Ostatni sezon w swojej karierze spędził w Podbeskidziu Bielsko-Biała, wraz z końcem sezonu zakończył karierę. Obecnie mieszka w Raciborzu.